# Mannschaftskader der Chinesischen Mannschaftsmeisterschaft im Schach 2006
Die Liste der Mannschaftskader der Chinesischen Mannschaftsmeisterschaft im Schach 2006 enthält alle Spieler, die in der Chinesischen Mannschaftsmeisterschaft im Schach 2006 mindestens einmal eingesetzt wurden mit ihren Einzelergebnissen.

## Allgemeines
Die Zahl der gemeldeten Spieler war nicht begrenzt. Während Shandong Torch Real Estate in allen Wettkämpfen mit den gleichen fünf Spielern antrat, setzte Zhejiang Wogan wines acht Spieler ein. Insgesamt kamen 66 Spieler zum Einsatz, von denen 18 alle Wettkämpfe mitspielten.
Punktbester Spieler war Bu Xiangzhi (Shandong Torch Real Estate) mit 14,5 Punkten aus 18 Partien. Ni Hua (Shanghai Guan Sheng Yuan Intl) erzielte 13,5 Punkte aus 18 Partien, Hou Yifan (Shandong Torch Real Estate) 13 Punkte aus 18 Partien.
Tian Tian (Chongqing Mobile) gewann bei ihrem einzigen Einsatz und erreichte damit als einzige Spielerin 100 %.

## Legende
Die nachstehenden Tabellen enthalten folgende Informationen:
- Nr.: Ranglistennummer
- Titel: FIDE-Titel zu Saisonbeginn (Eloliste vom April 2006); GM = Großmeister, IM = Internationaler Meister, FM = FIDE-Meister, WGM = Großmeister der Frauen, WIM = Internationaler Meister der Frauen, WFM = FIDE-Meister der Frauen, CM = Candidate Master, WCM = Candidate Master der Frauen
- Elo: Elo-Zahl zu Saisonbeginn (Eloliste vom April 2006), sofern vorhanden
- Nation: Nationalität gemäß Eloliste vom April 2006; CHN = China, QAT = Katar
- G: Anzahl Gewinnpartien
- R: Anzahl Remispartien
- V: Anzahl Verlustpartien
- Pkt.: Anzahl der erreichten Punkte
- Partien: Anzahl der gespielten Partien
- Elo-Performance: Turnierleistung der Spieler mit mindestens 5 Partien
- Normen: Erspielte Normen für FIDE-Titel

## Beijing Patriots
| Nr. | Titel | Name          | Elo  | Nation | G  | R | V | Pkt. | Partien | Elo-Performance | Normen |
| --- | ----- | ------------- | ---- | ------ | -- | - | - | ---- | ------- | --------------- | ------ |
| 1   | GM    | Ye Jiangchuan | 2641 | CHN    | 8  | 5 | 2 | 10,5 | 15      | 2618            |        |
| 2   | GM    | Wang Hao      | 2605 | CHN    | 10 | 4 | 3 | 12   | 17      | 2643            |        |
| 3   |       | Zhang Ziyang  | 2278 | CHN    | 1  | 0 | 3 | 1    | 4       |                 |        |
| 4   |       | Li Chao       | 2458 | CHN    | 7  | 8 | 3 | 11   | 18      | 2516            |        |
| 5   | GM    | Xie Jun       | 2573 | CHN    | 1  | 0 | 1 | 1    | 2       |                 |        |
| 6   | WGM   | Wang Yu       | 2390 | CHN    | 7  | 6 | 4 | 10   | 17      | 2403            |        |
| 7   | WGM   | Zhao Xue      | 2423 | CHN    | 10 | 4 | 3 | 12   | 17      | 2428            |        |

## Shandong Torch Real Estate
| Nr. | Titel | Name          | Elo  | Nation | G  | R  | V | Pkt. | Partien | Elo-Performance | Normen |
| --- | ----- | ------------- | ---- | ------ | -- | -- | - | ---- | ------- | --------------- | ------ |
| 1   | GM    | Bu Xiangzhi   | 2640 | CHN    | 11 | 7  | 0 | 14,5 | 18      | 2664            |        |
| 2   | GM    | Zhao Jun      | 2525 | CHN    | 7  | 7  | 4 | 10,5 | 18      | 2513            |        |
| 3   | IM    | Tong Yuangmin | 2510 | CHN    | 2  | 10 | 6 | 7    | 18      | 2420            |        |
| 4   | WIM   | Zhang Jilin   | 2294 | CHN    | 7  | 7  | 4 | 10,5 | 18      | 2375            |        |
| 5   | WFM   | Hou Yifan     | 2298 | CHN    | 11 | 4  | 3 | 13   | 18      | 2490            | WGM    |

## Chongqing Mobile
| Nr. | Titel | Name        | Elo  | Nation | G | R  | V | Pkt. | Partien | Elo-Performance | Normen |
| --- | ----- | ----------- | ---- | ------ | - | -- | - | ---- | ------- | --------------- | ------ |
| 1   | GM    | Wu Wenjin   | 2508 | CHN    | 5 | 9  | 3 | 9,5  | 17      | 2495            |        |
| 2   | IM    | Wang Yaoyao | 2434 | CHN    | 5 | 5  | 6 | 7,5  | 16      | 2421            |        |
| 3   | FM    | Qiao Liang  | 2350 | CHN    | 2 | 11 | 4 | 7,5  | 17      | 2444            |        |
| 4   | FM    | Luo Wei     | 2289 | CHN    | 1 | 0  | 3 | 1    | 4       |                 |        |
| 5   | WGM   | Tian Tian   | 2266 | CHN    | 1 | 0  | 0 | 1    | 1       |                 |        |
| 6   | WIM   | Huang Qian  | 2391 | CHN    | 8 | 6  | 3 | 11   | 17      | 2438            | WGM    |
| 7   |       | Tan Zhongyi | 2276 | CHN    | 5 | 11 | 2 | 10,5 | 18      | 2342            |        |

## Guangdong
| Nr. | Titel | Name          | Elo  | Nation | G | R | V | Pkt. | Partien | Elo-Performance | Normen |
| --- | ----- | ------------- | ---- | ------ | - | - | - | ---- | ------- | --------------- | ------ |
| 1   | GM    | Liang Chong   | 2514 | CHN    | 6 | 9 | 2 | 10,5 | 17      | 2550            |        |
| 2   | GM    | Yu Shaoteng   | 2542 | CHN    | 4 | 7 | 4 | 7,5  | 15      | 2448            |        |
| 3   | GM    | Li Shilong    | 2539 | CHN    | 6 | 4 | 6 | 8    | 16      | 2490            |        |
| 4   |       | Cheng Xinkai  | 2352 | CHN    | 1 | 2 | 3 | 2    | 6       | 2278            |        |
| 5   |       | Gong Qianyun  | 2355 | CHN    | 2 | 2 | 4 | 3    | 8       | 2214            |        |
| 6   | WGM   | Li Ruofan     | 2391 | CHN    | 8 | 3 | 3 | 9,5  | 14      | 2514            |        |
| 7   | WIM   | Kuang Yinghui | 2303 | CHN    | 5 | 5 | 4 | 7,5  | 14      | 2302            |        |

## Jiangsu Netcom
| Nr. | Titel | Name        | Elo  | Nation | G | R | V | Pkt. | Partien | Elo-Performance | Normen |
| --- | ----- | ----------- | ---- | ------ | - | - | - | ---- | ------- | --------------- | ------ |
| 1   | GM    | Xu Yun      | 2591 | CHN    | 6 | 9 | 1 | 10,5 | 16      | 2540            |        |
| 2   |       | Zhou Weiqi  | 2433 | CHN    | 3 | 8 | 3 | 7    | 14      | 2513            | IM     |
| 3   |       | Lin Chen    | 2361 | CHN    | 4 | 3 | 3 | 5,5  | 10      | 2493            | IM     |
| 4   | WGM   | Gu Xiaobing | 2371 | CHN    | 7 | 4 | 7 | 9    | 18      | 2358            |        |
| 5   |       | Ruan Lufei  | 2370 | CHN    | 7 | 8 | 3 | 11   | 18      | 2390            | WIM    |
| 6   |       | Shen Yang   | 2411 | CHN    | 3 | 2 | 9 | 4    | 14      | 2289            | WIM    |

## Hebei Tianwei School
| Nr. | Titel | Name            | Elo  | Nation | G | R | V | Pkt. | Partien | Elo-Performance | Normen |
| --- | ----- | --------------- | ---- | ------ | - | - | - | ---- | ------- | --------------- | ------ |
| 1   | GM    | Zhang Pengxiang | 2623 | CHN    | 8 | 8 | 1 | 12   | 17      | 2622            |        |
| 2   | GM    | Peng Xiaomin    | 2590 | CHN    | 1 | 0 | 1 | 1    | 2       |                 |        |
| 3   | GM    | Zhang Zhong     | 2640 | CHN    | 9 | 6 | 3 | 12   | 18      | 2595            |        |
| 4   | IM    | Wang Rui        | 2497 | CHN    | 7 | 5 | 5 | 9,5  | 17      | 2459            |        |
| 5   |       | Zhang Xiaowen   | 2155 | CHN    | 2 | 2 | 7 | 3    | 11      | 2122            |        |
| 6   |       | Wang Doudou     | 2156 | CHN    | 1 | 4 | 6 | 3    | 11      | 2141            |        |
| 7   |       | Liu Pei         | 2292 | CHN    | 2 | 5 | 7 | 4,5  | 14      | 2222            |        |

## Shanghai Guan Sheng Yuan Intl
| Nr. | Titel | Name          | Elo  | Nation | G  | R | V | Pkt. | Partien | Elo-Performance | Normen |
| --- | ----- | ------------- | ---- | ------ | -- | - | - | ---- | ------- | --------------- | ------ |
| 1   | GM    | Ni Hua        | 2607 | CHN    | 10 | 7 | 1 | 13,5 | 18      | 2638            |        |
| 2   | GM    | Zhou Jianchao | 2525 | CHN    | 7  | 8 | 3 | 11   | 18      | 2529            |        |
| 3   | IM    | Lin Ta        | 2386 | CHN    | 0  | 2 | 2 | 1    | 4       |                 |        |
| 4   |       | Lou Yiping    | 2198 | CHN    | 0  | 5 | 9 | 2,5  | 14      | 2198            |        |
| 5   | WGM   | Wang Pin      | 2393 | CHN    | 2  | 5 | 3 | 4,5  | 10      | 2260            |        |
| 6   | WGM   | Qin Kanying   | 2465 | CHN    | 5  | 8 | 4 | 9    | 17      | 2356            |        |
| 7   |       | Ju Wenjun     | 2329 | CHN    | 2  | 2 | 5 | 3    | 9       | 2172            |        |

## Tianjin Nankai University
| Nr. | Titel | Name          | Elo  | Nation | G  | R | V | Pkt. | Partien | Elo-Performance | Normen |
| --- | ----- | ------------- | ---- | ------ | -- | - | - | ---- | ------- | --------------- | ------ |
| 1   | GM    | Wang Yue      | 2598 | CHN    | 10 | 5 | 3 | 12,5 | 18      | 2619            |        |
| 2   |       | Wu Kaiyu      | 2287 | CHN    | 1  | 8 | 9 | 5    | 18      | 2288            |        |
| 3   |       | Sun Yinan     | 2171 | CHN    | 0  | 1 | 1 | 0,5  | 2       |                 |        |
| 4   |       | Li Haoyu      | 2285 | CHN    | 3  | 8 | 7 | 7    | 18      | 2397            |        |
| 5   | WGM   | Ning Chunhong | 2363 | CHN    | 5  | 6 | 6 | 8    | 17      | 2305            |        |
| 6   |       | Xu Tong       | 2172 | CHN    | 4  | 4 | 9 | 6    | 17      | 2232            |        |

## Wuxi Tiancheng Real Estate
| Nr. | Titel | Name         | Elo  | Nation | G | R | V | Pkt. | Partien | Elo-Performance | Normen |
| --- | ----- | ------------ | ---- | ------ | - | - | - | ---- | ------- | --------------- | ------ |
| 1   | FM    | Du Shan      | 2399 | CHN    | 2 | 8 | 8 | 6    | 18      | 2290            |        |
| 2   |       | Pan Qian     | 2174 | CHN    | 0 | 9 | 5 | 4,5  | 14      | 2180            |        |
| 3   |       | Ji Dan       | 2250 | CHN    | 2 | 8 | 8 | 6    | 18      | 2352            |        |
| 4   |       | Hong Jiarong | 2333 | CHN    | 7 | 3 | 8 | 8,5  | 18      | 2448            |        |
| 5   | WFM   | Liang Zhihua | 2232 | CHN    | 3 | 3 | 5 | 4,5  | 11      | 2237            |        |
| 6   | WFM   | Guo Jun      | 2291 | CHN    | 4 | 5 | 2 | 6,5  | 11      | 2380            | WIM    |

## Zhejiang Wogan wines
| Nr. | Titel | Name         | Elo  | Nation | G | R | V  | Pkt. | Partien | Elo-Performance | Normen |
| --- | ----- | ------------ | ---- | ------ | - | - | -- | ---- | ------- | --------------- | ------ |
| 1   | IM    | Wang Wenhao  | 2387 | CHN    | 4 | 4 | 7  | 6    | 15      | 2347            |        |
| 2   | FM    | Xu Yang      | 2366 | CHN    | 1 | 0 | 3  | 1    | 4       |                 |        |
| 3   |       | Yu Lie       | 2334 | CHN    | 2 | 6 | 9  | 5    | 17      | 2285            |        |
| 4   |       | Lin Yi       | 2226 | CHN    | 2 | 3 | 11 | 3,5  | 16      | 2295            |        |
| 5   | GM    | Zhu Chen     | 2483 | QAT    | 0 | 0 | 2  | 0    | 2       |                 |        |
| 6   | WGM   | Xu Yuhua     | 2517 | CHN    | 3 | 1 | 1  | 3,5  | 5       | 2482            |        |
| 7   | WFM   | Ding Yixin   | 2260 | CHN    | 3 | 5 | 7  | 5,5  | 15      | 2232            |        |
| 8   |       | Wang Xiaohui | 2177 | CHN    | 2 | 6 | 8  | 5    | 16      | 2173            |        |